# Sławieńska Kolej Powiatowa
Sławieńska Kolej Powiatowa (niem. Schlawer Kreisbahn) – kolej wąskotorowa położona w województwie zachodniopomorskim, w powiecie sławieńskim.
Do Sławieńskiej Kolei Powiatowej należało 63,39 km torów i podobnie jak na liniach Koszalińskiej Kolei Powiatowej miały one szerokość 750 mm. Pierwsza linia ze Sławna do Polanowa została otwarta w dniu 21 grudnia 1897 r., dwie następne z Polanowa do Gołogóry i ze wsi Nacław do Jacinek w roku następnym. W 1910 r. wykonano połączenie ze stacją Pollnow Staatsbahnhof przez co sieć wydłużyła się do 65 km. W 1921 r. oddano nowy dworzec kolei państwowej więc zmianie uległ przebieg torów w obrębie Polanowa. W 1926 r. zamknięto odcinek górski z Żydowa Pom. do Gołogóry i do 1934 r. rozebrano na nim tor. W 1934 trasa Sławno – Jacinki została przebudowana i zmieniono prześwit toru na normalny (1435 mm), a z Jacinek do Polanowa utworzono splot dla linii wąskotorowej 750 mm i normalnotorowej 1435 mm (odcinek trzyszynowy). Po tych zmianach linia Sławno – Jacinki uległa skróceniu o ok. 3 km, a na pozostałym odcinku Nacław – Polanów – Żydowo o długości 21,2 km jeszcze przez ponad 10 lat kursowały pociągi wąskotorowe.
W 1945 wszystkie te linie pod nadzorem oddziałów trofiejnych Armii Czerwonej zostały rozkradzione przez jeńców wojennych, a szyny i częściowo tabor wywiezione do ZSRR.
Stacje na liniach Sławieńskiej Kolei Powiatowej

Polskie nazwy stacji pochodzą od nazw miejscowości lub z pierwszego powojennego rozkładu jazdy

| km                          | polska nazwa         | niemiecka nazwa           |
| linia Sławno Wąsk.- Jacinki |                      |                           |
| 0,0                         | Sławno Wąsk.         | Schlawe Kleinbahnhof      |
| 3,5                         | Pomiłowo Wąskotorowe | Marienthal                |
| 6,0                         | Ugacie               | Ujatzthal                 |
| 9,7                         | Kosierzewo           | Kusserow                  |
| 11,8                        | Ostrowiec Sławieński | Wusterwitz                |
| 13,9                        | Podgórki             | Deutsch Puddiger          |
| 16,0                        | Żegocino             | Segenthin                 |
| 18,2                        | Święcianowo          | Wiesenthal                |
| 19,8                        | Sulechówko           | Klein Soltikow            |
| 22,9                        | Lejkowo              | Leikow                    |
| 25,3                        | Borkowo              | Borkow (Kr. Schlawe)      |
| 28,9                        | Laski                | Latzig                    |
| 31,4                        | Domachowo            | Hanshagen                 |
| 32,4                        | Bukowo Sławieńskie   | Wendisch Buckow (Pommern) |
| 35,5                        | Świerczyna           | Schwarzin                 |
| 37,5                        | Jacinki              | Jatzingen                 |